# The Bonkers
The Bonkers (früher The Chicken Nuggets) war eine Schweizer Punk-Rock-Band. Die Band bestand aus Serge Liefert, seinem Bruder Pascal Liefert, Andreas Plattner und Christof Kaspar.

## Geschichte
Die Geschichte der Band The Chicken Nuggets beginnt im Jahre 1995. Zwei Jahre später wurde im Dynamo in Zürich das erste Demo aufgenommen.
Mit Tobi Gmür, heute Mondaine Recordings, an der Bandmaschine nahmen sie ihren ersten Longplayer Tipsy auf. Im Rotfarb Studio in Uznach und in den Foolpark Studios in Baar wurden die elf Songs eingespielt. Bei MUVE im Vertrieb konnte die CD im November 1999 ganzschweizerisch auf den Markt gebracht werden. Dies bot der Band die Möglichkeit, in der ganzen Schweiz aufzutreten. Es folgten viele Konzerte in der Deutsch- und Westschweiz und einige in Süddeutschland.
Im Jahre 2000 wurde die Promoscheibe most wanted promo aufgenommen. Einen Plattenvertrag erlangten sie hierdurch nicht, jedoch folgten oft Anfragen für Konzerte. Bei ihren Konzerten waren sie unter anderem Supportact von internationalen Bands wie Samiam, No Fun at All und Midtown. Im Sommer 2003 verliess Gitarrist Pascal Liefert die Band für ein Jahr. Nach seiner Rückkehr 2004 gründete er das Recordingstudio Tipsy Town Records, in welchem die zwölf Songs des 2005 veröffentlichten Albums Ten produziert wurden. Das Mastering erfolgte vom Münchner Philip Seidl. Nach dem Release folgte im Frühjahr 2006 die Taste Punkrock Tour quer durch die Schweiz mit über 25 Auftritten, unter anderem bei grossen Openair-Gigs mit bis zu 10.000 Besuchern.
2007 wurden etliche neue Songs geschrieben, von denen im Herbst zehn fürs aktuelle Album aufgenommen wurden. Man entschied sich, den Bandnamen auf The Bonkers zu wechseln. Am 23. Februar 2008 wurde das neue Album unter neuer Flagge dem Publikum präsentiert. Anschliessend folgte die zweite Ausgabe der Taste Punkrock Tour, welche durch die ganze Schweiz, nach Deutschland und Österreich führte.
2011 veröffentlichte die Band ihren letzten Longplayer The Final Stroke. Mit einer abschliessenden Tour durch ausgewählte Clubs der Schweiz und der CD-Releaseparty als letztes Konzert beendeten The Bonkers ihre Karriere im November 2011.

## Diskografie

### Alben
- 1997: Time to Eat
- 1999: Tipsy
- 2001: most wanted promo
- 2006: Ten
- 2008: Fight for Glory
- 2011: The Final Stroke